# William B. Muchmore
William Breuleux Muchmore, född den 7 juli 1920, död den 11 maj 2017 i Rochester, New York, var en amerikansk araknolog specialiserad på klokrypare.
Auktorsnamnet Muchmore kan användas för William B. Muchmore i samband med ett vetenskapligt namn inom zoologin; se Wikipedia-artiklar som länkar till auktorsnamnet.

## Arter uppkallade efter Muchmore
- Zimiromus muchmorei
- Antillochernes muchmorei
- Monoblemma muchmorei
- Heteronebo muchmorei
- Ideoblothrus muchmorei
- Metophthalmus muchmorei
- Diplopauropus muchmorei
- Americhernes muchmorei
- Charinus muchmorei
- Spelaeobochica muchmorei
- Pseudalbiorix muchmorei